# Округ Винстон (Алабама)
Округ Винстон (енгл. Winston County) је округ у америчкој савезној држави Алабама. По попису из 2010. године број становника је 24.484. Седиште округа је град Дабл Спрингс.

## Демографија
Према попису становништва из 2010. у округу је живело 24.484 становника, што је 359 (1,4%) становника мање него 2000. године.
| Група             | 2000.          | 2010.          |
| Белци             | 24.055 (96,8%) | 23.237 (94,9%) |
| Афроамериканци    | 94 (0,4%)      | 115 (0,5%)     |
| Азијати           | 32 (0,1%)      | 60 (0,2%)      |
| Хиспаноамериканци | 372 (1,5%)     | 639 (2,6%)     |
| Укупно            | 24.843         | 24.484         |